# Le Renouard

Le Renouard este o comună în departamentul Orne, Franța. În 1 ianuarie 2022 avea o populație de 203 de locuitori.